# Cyanea capillata
Арктична ціанея або Левова грива (лат. Cyanea capillata) — вид сцифоїдних медуз родини Cyaneidae.

## Поширення
Циркумполярний вид. Поширений у Північному Льодовитому океані, на півночі Тихого океану та на півночі Атлантики (на південь походить до Біскайської затоки).

## Опис
Тіло медузи в середньому сягає 40-50 см у діаметрі. Арктичні форми зазвичай більші. У 1870 році спіймали особину з діаметром купола 2,3 м і щупальцями 36,5 м завдовжки. Тіло забарвлене у червоний, коричневий або фіолетовий колір. При дорослішанні медузи її тіло починає поступово жовтіти, а по краях тіла з'являються червоні відтінки. Щупальця, що виходять від країв купола, фіолетово-рожевого забарвлення. Ротові лопаті, як правило, червоно-малинові. Купол має форму півсфери. По краях тулуба розташовані 8 лопатей, відокремлених один від одного спеціальними розрізами. З лопатей виходять по 65-150 щупалець з кожної.

## Спосіб життя
Медузи цього виду дуже багато часу проводять у вільному плаванні, плаваючи ближче до поверхні океану. Вид є небезпечним та активним хижаком. Її раціон складається в основному з планктону, ракоподібних та дрібних риб.

### Розмноження
Під час запліднення самці викидають через рот зрілі сперматозоїди у воду, звідки вони проникають у виводкові камери, що розташовані в ротових лопатях самиць, де відбувається запліднення яєць і їх розвиток. Далі личинки-планули залишають виводкові камери і декілька діб плавають в товщі води. Прикріпившись до субстрату, личинка трансформується в одиночний поліп — сцифістому, яка активно харчується, збільшується в розмірах і може розмножуватися безстатевим способом. Навесні починається процес поперечного ділення сцифістоми — стробіляція і формуються личинки медуз — ефіри. Вони виглядають як прозорі зірочки з вісьмома променями, у них немає крайових щупалець і ротових лопатей. Ефіри відриваються від сцифістоми, спливають, ростуть і перетворюються на повноцінних медуз.

## Небезпека для людини
Опік, який може залишити медуза, дуже болючий. Він може викликати алергічну реакцію і можлива поява висипу на шкірі, який проходить через декілька днів. Великі особини цього виду вважаються потенційно небезпечними для людей. Летальний випадок після зустрічі з медузою був зафіксований один раз. Це було викликано тим, що отрута викликала алергічну реакцію у потерпілого, яка привела до летального результату.

## У мистецтві
У 1926 році Артур Конан Дойл написав оповідання про пригоди Шерлока Холмса під назвою «Лев'яча грива», у якому фігурує цей вид медуз.